# Mysmena taiwanica
Mysmena taiwanica är en spindelart som beskrevs av Ono 2007. Mysmena taiwanica ingår i släktet Mysmena och familjen Mysmenidae.
Artens utbredningsområde är Taiwan. Inga underarter finns listade i Catalogue of Life.